# Morte di un commesso viaggiatore
Morte di un commesso viaggiatore (Death of a Salesman, 1949) è il testo più conosciuto dell'opera drammaturgica di Arthur Miller.
Il dramma, considerato uno dei più importanti del teatro contemporaneo statunitense, affronta i temi del conflitto familiare, della critica al sogno americano e della responsabilità morale dell'individuo.

## Trama
Willy Loman è un commesso viaggiatore di 63 anni, ossessionato dall'idea del successo e dal perseguimento ad ogni costo della felicità materiale indotti dalla società americana. Nel corso di uno dei suoi viaggi di lavoro, si accorge di non essere più in grado di guidare la sua vettura e rientra a casa disperato, accolto dalla moglie Linda.
Biff e Happy, i loro due figli ormai adulti, si trovano a casa quella sera, per incontrarsi dopo anni di lontananza. Mentre Linda e Willy discutono dei loro figli e del fatto che nessuno dei due sia una persona di successo, i due ragazzi intanto parlano del padre e Happy racconta a Biff come negli ultimi tempi il loro genitore sia sempre più strano, tanto da parlare da solo di eventi passati. Si apprende anche come Happy abbia un lavoro di basso livello; inoltre in molte occasioni ha avuto delle relazioni con le future mogli dei suoi datori di lavoro.
Nel frattempo il padre esce di casa ed inizia a vagabondare per la città parlando da solo: riporta alla memoria eventi passati e felici della famiglia Loman. Biff, quando era giovane, stava per ottenere il diploma alla scuola superiore: numerose università gli avevano anche offerto borse di studio per le sue doti di giocatore di football. Nel presente intanto, la madre e i figli discutono delle condizioni del padre e la donna li informa del fatto che Willy ha già tentato il suicidio. Biff e Happy si mostrano volenterosi nell'aiutarlo e, quando il capofamiglia rientra in casa, gli comunicano che il giorno dopo Biff andrà a cercare un lavoro da un suo vecchio conoscente. Willy tenta di ottenere un lavoro fisso che non sia più quello del commesso viaggiatore, a New York: si reca dal suo datore di lavoro, che addirittura lo licenzia sgarbatamente. Willy è quindi costretto ad elemosinare soldi da un suo caro amico, Charley.
I figli ed il padre si incontrano al termine della giornata in un ristorante; Willy non riesce ad ammettere di aver fallito l'ennesimo tentativo di trovare un lavoro stabile e remunerativo. I due giovani invece di cenare con il padre si accostano a due donne, presumibilmente prostitute, ed escono dal ristorante con loro mentre a Willy affiorano dalla memoria altri ricordi: in passato ha avuto un'amante ("la donna") e Biff, trovandoli insieme, ha perso la sua fiducia nel padre, rinunciando a seguire i corsi che gli avrebbero permesso di guadagnare l'accesso all'università. Willy rientra a casa e, quando anche Biff e Happy rientrano, i tre hanno un acceso diverbio; grazie all'aiuto di Linda sembra che anche questo litigio sia risolto, ma Willy lascia la casa e corre via in auto a folle velocità.
Il requiem finale narra del funerale, che avviene pochi giorni dopo, nella totale indifferenza dei conoscenti di Willy, tanto che solo Charley e suo figlio Bernard presenziano, oltre alla famiglia. Willy si è suicidato, forse per permettere alla famiglia di riscuotere il premio assicurativo sulla sua vita. Linda, china sulla tomba, porge l'ultimo saluto al marito, spiegando di non comprendere quel suo gesto estremo proprio nel giorno in cui avevano finito di pagare il mutuo della loro abitazione.

## Rappresentazioni
Death of a Salesman ha debuttato al Morosco Theatre di New York il 10 febbraio 1949 ed è rimasto in scena per 742 repliche, per la regia di Elia Kazan e le scene di Jo Mielziner. Interpreti: Lee J. Cobb (Willy Loman), Mildred Dunnock (Linda), Arthur Kennedy (Biff), Howard Smith (Charley), Cameron Mitchell (Happy), Thomas Hardie Chalmers (Zio Ben), Alan Hewitt (Howard Wagner), Hope Cameron (Letta), Winifred Cushing (La donna), Ann Driscoll (Jenny), Constance Ford (Miss Forsythe), 
Don Keefer (Bernard), Tom Pedi (Stanley).
La prima rappresentazione italiana è stata il 10 febbraio 1951 al Teatro Eliseo di Roma, per la regia di Luchino Visconti, scene di Gianni Polidori, musiche di Alex North, traduzione di Gerardo Guerrieri, con Paolo Stoppa (Willy Loman), Rina Morelli (Linda), Giorgio De Lullo, Marcello Mastroianni, Franco Interlenghi, Carla Bizzarri, Mario Pisu, Gaetano Verna, Cesare Danova, Pina Sinagra, Bruno Smith, Laura Tiberti, Lauretta Torchio.
In Italia, oltre a Paolo Stoppa, hanno recitato nel ruolo di Willy Loman altri grandi attori: Tino Buazzelli (regia di Edmo Fenoglio, 1967), Giulio Bosetti (regia di Marco Sciaccaluga, 1986), Enrico Maria Salerno (regia di Enrico Maria Salerno, 1993), Umberto Orsini (regia di Giancarlo Cobelli, 1997) ed Eros Pagni (regia di Marco Sciaccaluga, 2005).

## Adattamenti cinematografici
Il dramma è stato trasposto sul grande schermo nel 1951 con Morte di un commesso viaggiatore, diretto da László Benedek e interpretato da Fredric March, e nel 1985 con Morte di un commesso viaggiatore, diretto da Volker Schlöndorff e interpretato da Dustin Hoffman. A esso si è ispirato anche Il cliente (2016), film Premio Oscar quale miglior film straniero nel 2017.

## Riferimenti nella cultura di massa
- La band statunitense Yellowcard ha intitolato Life of a Salesman una sua canzone dall'album Ocean Avenue.
- Nell’episodio 15 della stagione 29 della serie I Simpson, intitolato Paure di un clown, Krusty ne interpreta una parodia.

## Edizioni italiane
- Morte di un commesso viaggiatore. Dramma in due atti e un requiem, traduzione di Gerardo Guerrieri, Collana Amena n.102, Milano, Aldo Garzanti, Editore, 1952.
- Morte di un commesso viaggiatore, nota introduttiva di Elena De Angeli, Collezione di teatro n.233, Torino, Einaudi, 1992,  pp. VIII-115, ISBN 978-88-06-06924-7.